# Can Jeroni (Sant Joan de Mollet)
Can Jeroni és una obra de Sant Joan de Mollet (Gironès) inclosa a l'Inventari del Patrimoni Arquitectònic de Catalunya.

## Descripció
És un edifici rural de planta rectangular i estructurat en tres crugies. Parets portants de pedra morterada i façanes inicialment arrebossades. La coberta és de teula a dues vessants i ràfec de filera doble format per una filera de rajols en punta de diamants i per una altra de rajols plans. La façana principal es troba orientada a est i presenta una porta adovellada, dues finestres al primer pis emmarcades amb carreus, la central amb impostes que permeten l'entrada de més llum. Les finestres dels panys de mur nord i sud presenten, en les seves respectives llindes, un element ornamental religiós d'influència gòtica. L'entrada a l'era es realitza per sota una volta de canó de pedra. Posteriorment configura una galeria coberta.